# PeR
PeR, der betyder "Please explain the Rhythm" er et pop- og beatboxing band fra Letland, der blev etableret i 2007. De oprindelige medlemmer var Ralfs Eilands, Emīls Vegners og Pēteris Upenieks. Vegners forlod bandet allerede i 2007 og blev erstattet af Edmunds Rasmanis. Men da Upenieks forlod trioen i 2011 blev han ikke erstattet, hvilket gjorde bandet til en duo bestående af kun Eilands and Rasmanis. PeR vandt i 2013 den lettiske konkurrence Dziesma, efter tre mislykkede forsøg tidligere år på at repræsentere Letland ved Eurovisionen, og vil repræsentere landet ved Eurovision Song Contest 2013 i Malmø med sangen "Here We Go".